# Lysette Anthony
Lysette Anthony, właściwie Lysette Anne Chodźko (ur. 26 września 1963 w Londynie) – brytyjska aktorka filmowa i telewizyjna, modelka.

## Życiorys

### Wczesne lata
Urodziła się w Fulham, dzielnicy w zachodnim Londynie, jako córka pary aktorskiej – Bernadette Milnes (1930–2012) i Michaela Adama Anthony’ego (z domu Chodźko; 1911–1998). Jej przodkiem był orientalista Aleksander Chodźko. Dorastała w Marylebone. Po tym, jak w wieku 10 lat wraz z rodzicami wystąpiła w sztuce Pinokio w Cambridge Theatre, jej rodzice byli tak przerażeni jej przedwczesną dojrzałością, że wysłali ją do szkoły klasztornej w Torquay w hrabstwie Devon.

### Kariera
Mając 14 lat, wystąpiła w National Youth Theatre. W wieku 16 lat rozpoczęła karierę jako fotomodelka, a od czasu do czasu występowała na molo. Została twarzą lat 80., wyróżniona przez fotografa Davida Baileya.
Jej wczesna kariera artystyczna wkrótce zaczęła łączyć się z pracą w londyńskim Teatrze Narodowym. Grała też potem w przebojowej komedii The New Statesman z Rikiem Mayallem w Trafalgar Studios na londyńskim West Endzie jako Arabella Lucretia, spektaklu Śmiech współczesny (Present Laughter) Noëla Cowarda jako Joanna Lyppiatt z Simonem Callowem i przedstawieniu Dead Funny Terry’ego Johnsona w roli Eleanor w West Yorkshire Playhouse.
W 1982 wystąpiła w produkcjach telewizyjnych: ekranizacji powieści Karola Dickensa Oliver Twist w reżyserii Clive’a Donnera jako matka tytułowego bohatera i Ivanhoe jako lady Rowena.
Pojawiła się w teledyskach Bryana Adamsa – „Run to You” (1984), „Summer of '69” (1984), „Somebody” (1984) i „Heaven” (1984), a także wideoklipie zespołu Depeche Mode „I Feel You” (1993) i Simian Mobile Disco „Cruel Intentions” (2010).
W grudniu 1988 pozowała nago dla magazynu „Playboy”, próbując pozbyć się przydomka „angielskiej róży” i sprawić, by była bardziej atrakcyjna dla reżyserów Hollywood.
W 2002 była nominowana do British Soap Awards w kategorii „Najseksowniejsza kobieta”.

### Życie prywatne
W latach 1991–1995 była żoną artysty Luca Leestemakera. 10 kwietnia 1999 wyszła za mąż za reżysera filmowego Davida Price’a. Jednak 26 marca 2003 doszło do rozwodu. Ze związku z kompozytorem Simonem Boswellem ma dwóch synów: Jamesa ‘Jimiego’ Anthony’ego (ur. 21 maja 2004) i Jacka (ur. 2010).
Na łamach „The Sunday Times” z 15 października 2017, wyznała publicznie, że pod koniec lat 80. producent Harvey Weinstein wtargnął do jej domu w Londynie (znali się od kilku lat) i zgwałcił ją; Anthony przekazała policji dowód w postaci nagrania wideo.

## Filmografia

### filmy fabularne
- 1982: Ivanhoe (TV) jako lady Rowena
- 1982: Oliver Twist (TV) jako matka Olivera Twista
- 1983: Krull jako księżniczka Lyssa
- 1983: Księżniczka Daisy (TV) jako lady Sarah
- 1988: Po kłębku do nitki (Without a Clue) jako Lesley Giles
- 1988: Kuba Rozpruwacz (TV) jako Mary Jane Kelly
- 1991: Switch: Trudno być kobietą jako Liz
- 1992: Mężowie i żony (Husbands and Wives) jako Sam
- 1993: I kto to mówi 3 (Look Who’s Taking Now) jako Samantha
- 1994: Wołanie o pomoc (Save Me) jako Ellie
- 1995: Dracula – wampiry bez zębów (Dracula – Dead And Loving It) jako Lucy Westenra
- 1995: Doktor Jekyll i panna Hyde jako Sarah Carver
- 1997: Robinson Crusoe jako pani Crusoe
- 1999: Opowieść o mumii jako dr Claire Mulrooney

### seriale TV
- 1991: Dark Shadows jako Angelíque / Angelique
- 1992: Cluedo jako panna Scarlett
- 1993: Opowieści z krypty jako Bobbi
- 1999: Jonathan Creek jako Mimi Tranter
- 2004: Poirot jako Veronica Cray
- 2007: Na sygnale jako Rachel Houston
- 2008: Życie w Hollyoaks jako Yvonne Summers
- 2009: Na sygnale jako Amanda
- 2010: Doktor Who jako Clara Harris
- 2010: Coronation Street jako Lydia Radcliffe
- 2013: Szpital Holby City jako Shelley Pinches
- 2016-18: Życie w Hollyoaks jako Marnie Nightingale